# Простір-час для стрибунців
«Простір-час для стрибунців» (англ. Space-Time for Springers) — науково-фантастичне оповідання Фріца Лайбера, вперше опубліковане в листопаді 1958 року журналом «Star Science Fiction Stories» No. 4.
Одне з трьох оповідань Лайбера про кота Гаміча.

## Сюжет
Кошеня Гаміч живе в родині де є батько, мати, дочка, немовля і двоє дорослих котів. Воно класифікує всіх за такими ознаками: розмовляють, сидять за столом, п'ють каву. Гаміч «розуміє» людей і «розмовляє» з ними, тому класифікує себе вище дорослих котів.
Кошеня розвиває власну натурфілософську теорію, чекаючи поки дозріє і перетвориться на людину.
Гаміч накопичує матеріал для написання книг «Енциклопедія запахів», «Людокотяча психологія» та «Простір-час для стрибунців».
В нього є власне пояснення, засноване на досвіді, для переміщення по простору-часу квартири, для дзеркал, вікна та вулиці за вікном.
Він пробує пояснити її нижчим за нього, але вони не розуміють.
А вищих за нього «лякає» його освіченість.
Він переконаний, що відповідно до розумових якостей, він скоро перетвориться на людину, а дочка перетвориться на кішку.
Він навіть пробує пити каву, щоб пришвидшити цей момент.
Гаміч двічі відповідально захищає немовля («прото-кота» в його розумінні) він агресивної старшої сестри (майбутньої злої кішки).
Другий раз він буквально рятує немовля, кидаючись в очі його сестрі.
Яка після цього випадку швидко вчиться говорити.
Гаміч розуміє, що вже не перетвориться на людину, оскільки передав їй частину свого інтелекту.
Тепер йому залишається написати книгу «Мовчазний погляд на життя».